# Henny Frohwein
Henny Frohwein (* 27. September 1924 in Den Haag; † 13. Juli 2012 ebendort) war ein niederländischer Jazzmusiker (Kontrabass, auch Gesang) und Bandleader.
Frohwein erhielt im Alter von fünfzehn Jahren Unterricht auf dem Kontrabass durch H. Stotijn. Als enger Nachbar von Tonny Nüsser war er früh an den Planungen für die Dutch Swing College Band beteiligt. Er war Gründungsmitglied des Quartet of the Dutch Swing College, das am 5. Mai 1945 in Den Haag ihr erstes Konzert gab. Er trat dann regelmäßig mit dem daraus entstehenden Septett auf. Gemeinsam mit Frans Vink verließ er aber bereits im Juli 1946 die Band.
Mit einer Gruppe namens Four Flying Dutchmen (zunächst Four Lucky Strikes) spielte er die nächsten Jahre (Aufnahmen für Decca). 1949 gründete er zusammen mit dem Schlagzeuger Tonny Nüsser das Atlantic Quintet, das sich als erste Band der Niederlande dem Bebop widmete; mit diesem Quintett, zu dem neben ihm als Leiter der Saxophonist und Klarinettist Arie Verhoef, der Gitarrist Frans van Lankeren und der Pianist Wim Jongbloed und Tonny Nüsser am Schlagzeug gehörten, entstanden ebenfalls Aufnahmen. Aus dem Quintett entstand dann das Atlantic Quartet. 1959 beendete Frohwein seine aktive Tätigkeit als Musiker.